# Georgia Aquarium
Georgia Aquarium je oceanárium ve městě Atlanta v americké Georgii. Nachází se zde přes deset tisíc živočichů, reprezentujících několik tisícovek druhů, které obývají 38 000m3 sladké a slané vody. Je to také největší akvárium na západní polokouli. Bylo to největší akvárium světa od svého otevření v roce 2005 do roku 2012, kdy ho překonalo akvárium Marine Life Park v Singapuru.

Pohled na největší akvárium.

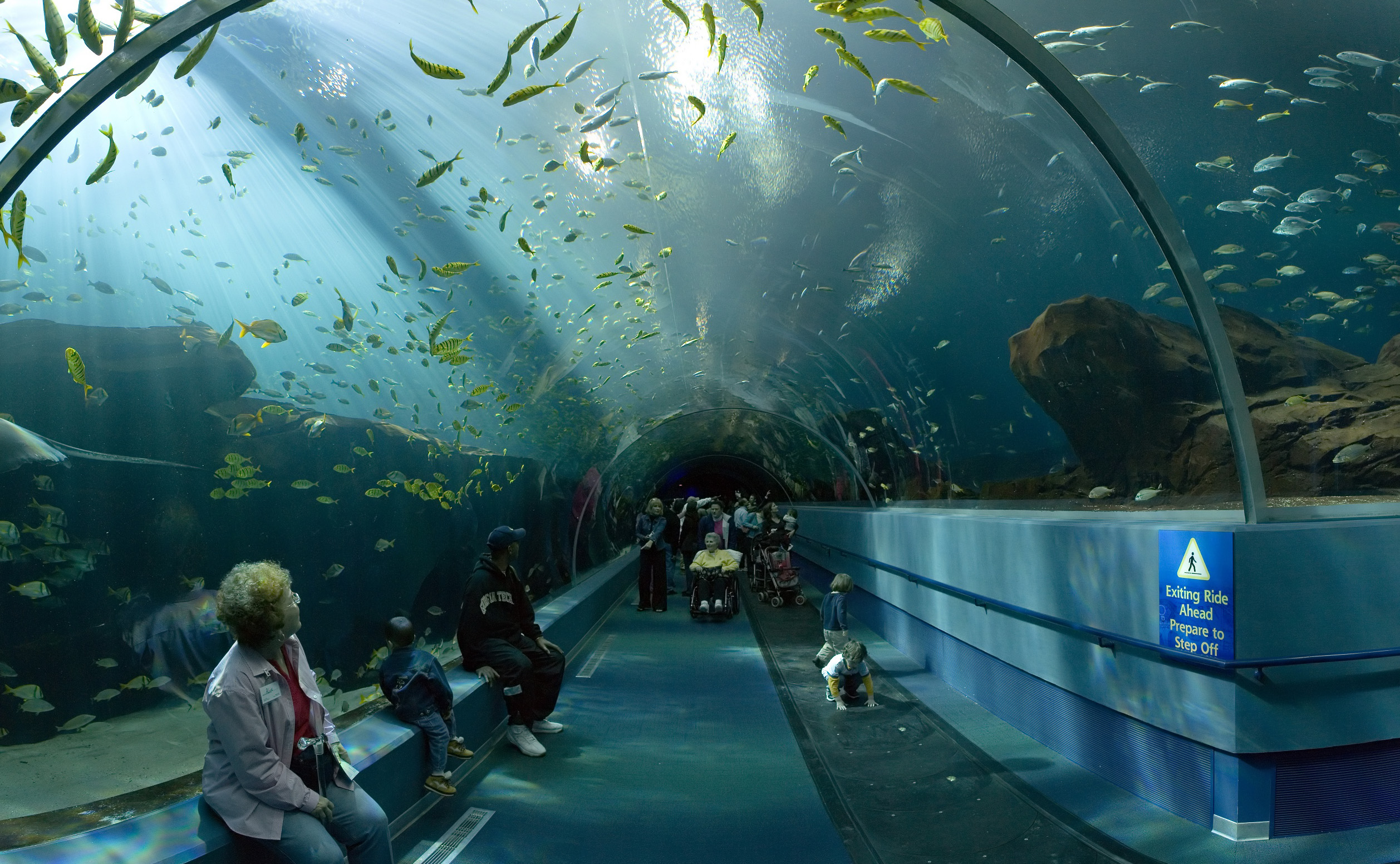
Tunel procházející akváriem - Ocean Voyager Tunnel.

V akváriu se nachází pozoruhodné druhy jako například žralok obrovský, běluhy, delfínovití z rodu Tursiops, případně manta obrovská. 

## Expozice
Živočichové jsou vystaveni v pěti částech akvária: Tropical Diver, Ocean Voyager, Cold Water Quest, River Scout a Dolphin Tales.